# Années 1010
Les années 1010 couvrent la période du 1er janvier 1010 au 31 décembre 1019.

## Évènements
- 1008-1017 : luttes entre Qarakhanides et Ghaznavides pour la domination du Khorasan. Mahmûd de Ghaznî établit des princes vassaux sur le Khorasan (1008) et le Khwarezm (1017)[1].
- Vers 1010 : Gao devient la capitale de l'Empire songhaï du Soudan au détriment de Koukia[2]. La dynastie Songhaï devient musulmane. Situé à une extrémité de la piste Tripoli-Niger, le royaume de Gao entretient pendant trois siècles des relations commerciales suivies avec le Mali à l’ouest et les musulmans de la Méditerranée.
- 1014–1152 : dynastie des Hammadides au Maghreb[3].
- 1018–1019 : guerre entre les Khitans et le Goryeo[4].
- 1018 : sac de Kannauj et Mathura dans la moyenne vallée du Gange et déportation de leurs populations par le sultan Mahmoud de Ghazni. Les invasions musulmanes en Inde auraient provoquées d'importantes migrations des Roms. Ils avancent vers l’ouest en traversant l’Iran vers l’Asie Mineure (sultanat de Roum) puis l’Empire byzantin[5].

### Europe
- 1009-1031 : guerre civile en al-Andalus[6].
- 1009-1015 : début d'une période de violentes réactions antijuives en Europe occidentale après l'annonce de la destruction du Saint-Sépulcre à Jérusalem sur ordre du calife fatimide al-Hakim[7].
- 1009-1011 et 1017-1018 : révoltes de Melo de Bari contre les Byzantins[8].
- 1010 et 1018 : derniers raids normands en Poitou[9].
- 1014-1017 : conquête musulmane de la Sardaigne ; l’émir de Dénia Mujahid al-Amiri s’empare des Baléares et provisoirement de la Sardaigne d’où il est chassé par l'intervention des flottes de Pise et de Gênes[10].

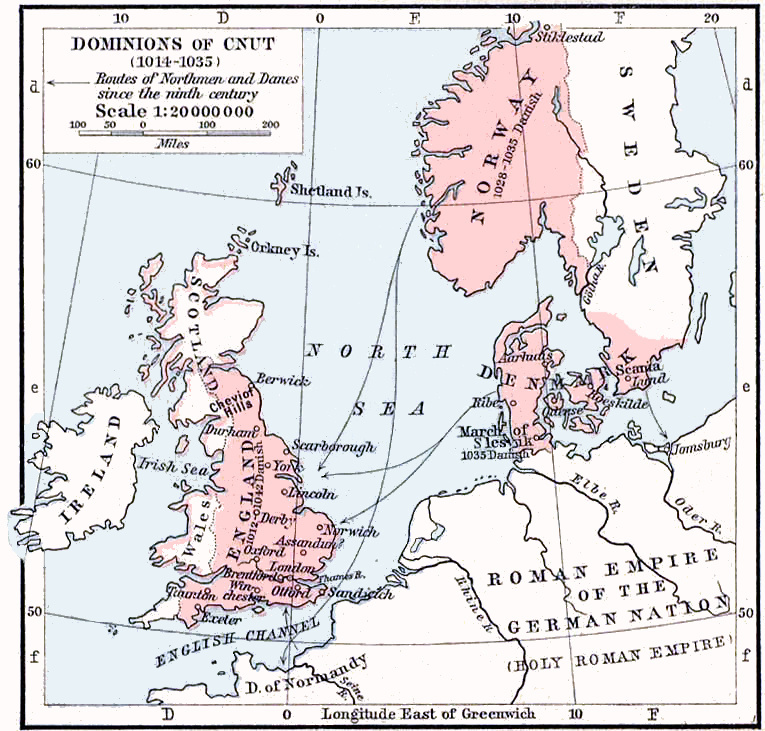
Les royaumes de Knut II de Danemark, 1014-1035.

- 1015-1016 : conquête de l'Angleterre par les Danois de Knut le Grand[11].
- 1016 : unification de la Norvège par le roi Olaf Haraldsson qui établit sa capitale à Nidaros[12].
- 1018 : Henri II doit abandonner le pays à l’est de l’Elbe au profit du roi de Pologne Boleslas Ier le Vaillant après le traité de Bautzen[13].

## Personnalités significatives
- Al-Biruni
- Al-Hakim bi-Amr Allah
- Al-Qadir
- Brian Boru
- Æthelred II d'Angleterre
- Eudes II de Blois
- Fujiwara no Michinaga
- Hammad ibn Bologhine
- Henri II du Saint-Empire
- Hicham II
- Iaroslav le Sage
- Knut II de Danemark
- Mahmûd de Ghaznî
- Muhammad II (Omeyyade)
- Olaf II de Norvège
- Robert II de France
- Rodolphe III de Bourgogne
- Romuald de Ravenne
- Sigtryggr Silkiskegg
- Sulayman ben al-Hakam
- Sven Ier de Danemark
- Thorfinn Karlsefni